# Ranljiva vrsta
Ranljiva vrsta (oznaka VU) je stopnja ogroženosti določene vrste, v katero uvrščamo tiste, za katere je verjetno, da bodo v prihodnosti izumrle, če se ne izboljšajo življenjski pogoji. Na ranljivost vrste opozarjajo upadanje številčnosti te vrste.